# NGC 4581
NGC 4581 је елиптична галаксија у сазвежђу Девица која се налази на NGC листи објеката дубоког неба.
Деклинација објекта је + 1° 28' 42" а ректасцензија 12h 38m 5,1s. Привидна величина (магнитуда) објекта NGC 4581 износи 12,3 а фотографска магнитуда 13,3. Налази се на удаљености од 32,609 милиона парсека од Сунца. NGC 4581 је још познат и под ознакама UGC 7801, MCG 0-32-28, CGCG 14-83, PGC 42199.